# موميا (الكرك)
موميا أحد قرى محافظة الكرك، وواحدة من قرى وادي الكرك، تقع إلى الغرب من قلعة الكرك التاريخية، وهي كثيرة المياه والينابيع وتشتهر بكروم العنب والتين والرمان والزيتون وأشجار الجوز والحمضيات بجميع اصنافها، تشتهر بزراعة الخضراوات وبزراعة المحاصيل الحقلية مثل القمح والشعير والعدس والكرسنة والحمص وببيادرها الجميلة.
سكانها من عشيرة المعايطة ينحدرون من أعقاب قاسم بن محمد بن عياد وهو أحد أبناء عياد ابن حسن ابن يوسف الموجودون الآن في قرية ادر وهم محمد وإسماعيل وعيسى وموسى وحسين اما احفاد قاسم بن محمد ابن عياد الموجودون الآن في موميا هم عيال عميد وعيال خلف وخليف واحمد ومحمود ويجاورهم بالقرية قسم من عشيرة الصعوب الموجودة في الثنية وقسم من عشيرة الفقرا الموجودة في لواء عي من قرى الحزمان وتجمعهم جميعا اواصر الاخوة والمحبة والنسب وهم جميعاً يشكلون اسرة واحدة لا تفرق اياً منهم عن الآخر وتجمعهم صفات مشتركة الرجولة والشجاعة والنخوة والكرم وصفاء القلوب وهم مثال يضرب وانموذج يحتذى في جميع ارجاء
الكرك